# مع البيتلز
مع البيتلز (بالإنجليزية: With the Beatles) هو ألبوم الإستديو الثاني لمجموعة الروك الإنجليزية البيتلز. صدر في 22 نوفمبر عام 1963، عبر شركة بارلوفون، تم تسجيله بعد أربعة أشهر من أول ألبوم للفرقة بليز بليز مي. يضم الألبوم ثماني مؤلفات أصلية (سبعة من قبل تعاون لينون-مكارتني وأغنية دونت بوزر مي لجورج هاريسون وهي أول منفرد تم تسجيله وأول ما صدر له في ألبوم البيتلز)

## روابط خارجية
- مع البيتلز على موقع أول موفي (الإنجليزية)